# Schleutleinsklinge
Die Schleutleinsklinge ist ein ungefähr 2 km langer, rechter und südlicher Zufluss des Baches aus der Höhklinge im baden-württembergischen Main-Tauber-Kreis.

## Verlauf
Der Bach aus der Schleutleinsklinge entspringt am nordöstlichen Rand der  Wertheimer Hochfläche auf einer Höhe von 307 m ü. NHN. Die intermittierende Quelle liegt westlich des Wertheimer Wohnplatzes Bestenheider Höhe in einer Wiese am Westrand des Ortes in der Nähe von zwei winzigen Teichen.
Das Bächlein fließt zunächst etwa 700 m in ostnordöstlicher Richtung am Nordrand des Ortes entlang und biegt dann nach Norden ab.
Es läuft nun begleitet von dem Bestenheider Höhenweg und gesäumt von dichten Unterholz und erreicht nach ungefähr einen Kilometer den Südrand von Wertheim-Bestenheid.
Es unterquert noch die Reichenberger Straße und mündet schließlich westlich des Beruflichen Schulzentrums auf einer Höhe von 162 m ü. NHN von rechts in den aus dem Südsüdwesten kommenden Bach aus der Höhklinge.